# Zvenenje v glavi (roman)
Zvenenje v glavi je roman, ki ga je napisal slovenski pisatelj Drago Jančar. Knjiga je prvič izšla leta 1998 v Ljubljani pri založbi Mladinska knjiga.

## Vsebina
Roman govori o kaznjencih, ki bivajo v zaporu na Livadi in se pod vodstvom karizmatičnega glavnega protagonista Kebra uprejo. 
Zgodba je postavljena v leto 1975, predstavljena je skozi pripoved Kebra. Glavni zaplet v zgodbi je upor kaznjencev, ki se pripeti med prenosom finalne košarkarske tekme med Jugoslavijo in ZDA. Glavni povzročitelj nemira je paznik Albert, ki s svojimi provokacijami pripelje kaznjence do roba. Zaporniki zavzamejo bloka B in C, bloka A ter upravne stavbe, pa jim ne uspe zavzeti. Kot talce zajamejo tudi precej paznikov.
V nadaljevanju zaporniki postavijo svoje zahteve, med katere sodi Kebrova zahteva po ogledu košarkarske tekme, a jim direktor ne ugodi in jim zagrozi z vdorom policije. V nastalo situacijo se vključi tudi televizija. Zaradi nesoglasij Keber odstopi od vodenja upora, zato vodenje in pogajanja prevzame odbor pod vodstvom Alojza Mraka. Mrak poskrbi za poenotenje zahtev zapornikov in pogajanje z oblastmi.
Zapornikom začne primanjkovati hrane, poleg tega se bojijo protinapada paznikov, ki so se zabarikadirali v bloku A. Keber organizira napad, v katerem sta blok A in uprava zavzeta. Mrak sicer v napadu ne sodeluje, a po uspešni akciji oblikuje neke vrste policijo, ki začne neusmiljeno obračunavati s tistimi, ki se ne strinjajo z Mrakom. Mrak in njegovi najožji sodelavci se predajo dekadenci, vključno s prostituiranjem mlajših zapornikov. Uvede tudi hitro sodišče in mučilnico v zaporniški brivnici, kjer so številni zaporniki podvrženi krutemu mučenju. Problem z zalogami rešuje z menjavo zajetih paznikov za hrano in druge potrebščine, ki pa so pretežno namenjene njegovemu ožjemu krogu.
Kmalu po tem, ko Mrak izpusti vse paznike, v zapor vdre policija in prevzame nadzor. Keber, ki se je med napadom skril na podstrešju, zagrozi napadalcem z zažigom zapora, v zameno zahteva varnost in ogled košarkarske tekme. Direktor mu ugodi, vendar na koncu Keber ne pokaže zanimanja za ogled tekme.

## Osebe
Keber

Glavni lik romana. Vodja vstaje v zaporu, pri kateri vztraja do konca. Zaprt je zaradi ropa pošte. Je zelo načelna oseba, ki ne prenese žaljivih kretenj. Kot ladijski telegrafist je bil svetovni popotnik in je med drugim obiskal tudi judovsko trdnjavo Masado, zato pogosto primerja judovski upor v Masadi z uporom v zaporu. Trpi za izbruhi nenadnega besa, ob katerem se mu pojavi zvenenje v glavi.
Stari

Upravnik zapora na Livadi. Miren človek, a neverjetno natančen. Visoke napetosti v zaporu je reševal z zvitostjo in kontrolirano uporabo represije.
Ban

Spolni iztirjenec. On je tisti, ki postavi prvo zahtevo pri uporu in sicer: ženski obiski vsak dan. Ko oblast prevzame Mrak, postane eden od najbolj nasilnih članov nove uprave.
Albert

Eden izmed paznikov. Majhen in shiran, a po drugi strani nekako zamaščen človek. Rad je prišel v samico in koga pretepel. Pred jutranjim pregledom celic je rad komu podtaknil steklenico ali nož v omarico in ga tako spravil v samico. Zaradi njega se upor začne.
Mrak

Ekspert za blagajne in finance. Iz delavnice ga premestijo v knjižnico. Drugim zapornikom piše prošnje za zmanjšanje kazni, nekaterim tudi uspešno. Po začetku upora prevzame vodenje situacije in zaradi izobrazbe pričen sestavljati politični manifest zapornikov in tudi nova pravila in zakone v zaporu. Kasneje prevzame oblast in s svojo policijo povzroči veliko nezadovoljstva.
Mrzli

Frizer, zato so ga klicali tudi Brivec. Doma je bil iz Bosne. V glavnem so se ga izogibali in tudi on je bil raje sam. Sam sebi je bil najljubši sogovornik. Zelo nevaren kaznjenec, ki je umoril nekaj sodnikov, pred njim ni bilo možno zbežati. Po Mrakovem prevzemu oblasti izvaja mučenje zapornikov, ki se ne strinjajo z novim režimom. Na koncu ga Mrak obsodi zaradi izvajanja nasilja, zaradi česar ga Mrzli skoraj ubije, saj v njem vidi le še enega sodnika.
Leonca

Kebrova ljubica. Na prostosti je bil največkrat z njo. Velikokrat je bila del njegovih sanj. Zbirala je križe z Jezusem. Odkrila je Kebrove avanture s prostitutkami v preteklosti in je zato prijavila njegov načrtovani rop pošte. Pred aretacijo je Keber fizično obračunal z njo. Na koncu je preživela poskus samomora s skokom skozi okno in se zapila.

## Ocene in nagrade
Za to delo je bil leta 1999 nagrajen z Kresnikovo nagrado za najboljši slovenski roman.

## Izdaje in prevodi
Delo je bilo izdano trikrat. Prva izdaja(COBISS) sega v leto 1998, druga(COBISS) v leto 1999, tretja(COBISS) pa v leto 2002.

## Priredbe
Po romanu je bil leta 2002 posnet isto imenski film. Režiral ga je Andrej Košak, v glavnih vlogah nastopata Jernej Šugman in Ksenija Mišič. Na 5. Slovenskem filmskem festivalu je film dobil nagrado za scenografijo. Nagrade je prejel tudi na festivalih v Kölnu in na Mediteranskem festivalu.